# Giancarlo Maldonado
Giancarlo Maldonado   (Caracas, 29 de juny de 1982) és un futbolista veneçolà de la dècada de 2000.
Fou 64 cops internacional amb la selecció de Veneçuela.
Pel que fa a clubs, fou jugador, entre d'altres, de Chivas USA, CF Atlante i Club Atlas.